# (6629) Kurtz
(6629) Kurtz es un asteroide que forma parte del cinturón de asteroides y fue descubierto el 17 de octubre de 1982 por Edward L. G. Bowell desde la Estación Anderson Mesa, en Flagstaff, Estados Unidos.

## Designación y nombre
Kurtz fue designado al principio como 1982 UP.
Más tarde, en 1996, se nombró en honor del profesor de filosofía estadounidense Paul Kurtz (1925-2012).

## Características orbitales
Kurtz está situado a una distancia media del Sol de 2,178 ua, pudiendo acercarse hasta 1,877 ua y alejarse hasta 2,48 ua. Tiene una excentricidad de 0,1383 y una inclinación orbital de 2,126 grados. Emplea 1174 días en completar una órbita alrededor del Sol. El movimiento de Kurtz sobre el fondo estelar es de 0,3066 grados por día.

## Características físicas
La magnitud absoluta de Kurtz es 14,6.